# Kentaur könyvek (Noran)
A Kentaur könyvek a Noran kiadó 1996–2010 között megjelent kétnyelvű sorozata. Egy kivételével (Kosztolányi Dezső: A gipszangyal) külföldi szerzők műveinek eredeti szövegét és magyar fordítását adta közre. 

## A sorozat kötetei
| Idegen nyelvű cím                                                                 | Magyar cím                                                              | Szerző                            | Fordító                                                | Kiadás éve |
| --------------------------------------------------------------------------------- | ----------------------------------------------------------------------- | --------------------------------- | ------------------------------------------------------ | ---------- |
| Garcon, un bock!                                                                  | Pincér, egy pohár sört!                                                 | Guy de Maupassant                 | Szabó Lőrinc, Tóth Árpád                               | 2001       |
| Schachnovelle                                                                     | Sakknovella                                                             | Stefan Zweig                      | Fónagy Iván                                            | 1996       |
| Une aventure parisienne                                                           | Párizsi kaland                                                          | Guy de Maupassant                 | Illés Endre et al.                                     | 1996       |
| Sonnets                                                                           | Szonettek                                                               | William Shakespeare               | Szabó Lőrinc                                           | 1997       |
| Alice's Adventures in Wonderland                                                  | Alice Csodaországban                                                    | Lewis Carroll                     | Kosztolányi Dezső, átdolg. Szobotka Tibor              | 1996       |
| Arenas movedizas; La hija de Rappaccini                                           | Futóhomok; Rappaccini lánya                                             | Octavio Paz                       | Dobos Éva                                              | 2000       |
| Barn Burning                                                                      | Gyújtogató                                                              | William Faulkner                  | Gömöri Endre et al.                                    | 1998       |
| Berühmte Märchen                                                                  | Híres mesék                                                             | Grimm-testvérek                   | Kincses Edit, Gyárfás Endre, szöveggond. Lőrincz Anita | 1996       |
| Berühmte Märchen II.                                                              | Híres mesék 2.                                                          | Grimm-testvérek                   | Kincses Edit, Gyárfás Endre, szöveggond. Lőrincz Anita | 1997       |
| Candide ou l' optimisme                                                           | Candide vagy Az optimizmus                                              | Voltaire                          | Gyergyai Albert                                        | 1997       |
| Die Falle                                                                         | A csapda. Elbeszélések, próza I-IV.                                     | Friedrich Dürrenmatt              | Adamik Lajos                                           | 1997       |
| Ein Bericht für eine Akademie. Erzählungen                                        | Jelentés az Akadémiának. Elbeszélések                                   | Franz Kafka                       | Győrffy Miklós, Tandori Dezső                          | 1997       |
| El licenciado Vidriera; Rinconete y Cortadillo; El celoso extremeño               | Az üvegdiák; Rinconete és Cortadillo; A szerelemféltő aggastyán         | Miguel de Cervantes Saavedra      | Benyhe János, Gáspár Endre                             | 1998       |
| Exercices de style                                                                | Stílusgyakorlatok                                                       | Raymond Queneau                   | Bognár Róbert                                          | 1996       |
| Hamlet and other tales from Shakespeare                                           | Hamlet és más Shakespeare-mesék                                         | Charles Lamb, Mary Lamb           | Vas István                                             | 2000       |
| Kästner über Kästner; Das Haus Erinnerung                                         | Kästner Kästnerről; Az emlékezés háza                                   | Erich Kästner                     | Nagy Márta                                             | 2001       |
| Le avventure di Pinocchio                                                         | Pinocchio kalandjai. Egy bábu története                                 | Carlo Collodi                     | Szénási Ferenc                                         | 1999       |
| Le Tartuffe                                                                       | Tartuffe                                                                | Molière                           | Vas István                                             | 1997       |
| Les enfants terribles                                                             | Vásott kölykök                                                          | Jean Cocteau                      | Gyergyai Albert                                        | 1996       |
| Tales from Shakespeare                                                            | Shakespeare-mesék                                                       | Charles Lamb, Mary Lamb           | Vas István                                             | 1996       |
| The Canterville Ghost                                                             | A canterville-i kísértet                                                | Oscar Wilde                       | Bálint Lajos, Hevesi Sándor, Király György             | 2001       |
| The Happy Prince                                                                  | A boldog herceg                                                         | Oscar Wilde                       | Lengyel Balázs                                         | 1998       |
| The Undefeated                                                                    | Aki nem adja meg magát                                                  | Ernest Hemingway                  | Réz Ádám                                               | 1996       |
| Märchen                                                                           | Mesék                                                                   | Wilhelm Hauff                     | Szinnai Tivadar, Bernáth István                        | 1999       |
| The magic shop                                                                    | A bűvészbolt                                                            | H. G. Wells                       | Lovik Károly                                           | 2000       |
| Trois contes; Un coeur simple; La légende de Saint Julien l'Hospitalier; Hérodias | Három mese; Egy jámbor lélek; Irgalmas Szent Julián legendája; Heródiás | Gustave Flaubert                  | Hevesi András, Lányi Viktor, Zolnai Béla               | 2001       |
| The bridge of San Luis rey                                                        | Szent Lajos király hídja                                                | Thornton Wilder                   | Kosztolányi Dezső                                      | 2007       |
| Animal farm. A fairy story                                                        | Állatfarm. Tündérmese                                                   | George Orwell                     | Szíjgyártó László                                      | 2007       |
| Die Leiden des jungen Werther                                                     | Az ifjú Werther szenvedései                                             | Goethe                            | Bor Ambrus                                             | 2002       |
| Kaddish. For Naomi Ginsberg, 1894-1956; Howl. For Carl Solomon                    | Kaddis Naomi Ginsbergért, 1894-1956; Üvöltés. Carl Solomonnak           | Allen Ginsberg                    | Eörsi István                                           | 2005       |
| Femmes                                                                            | Nők                                                                     | Paul Verlaine                     | Szabó Lőrinc                                           | 2005       |
| Love among the haystacks                                                          | Szerelem a kazlak közt                                                  | D. H. Lawrence                    | Göncz Árpád                                            | 2007       |
| Igrok. Roman. Iz zapiszok molodogo cseloveka                                      | A játékos. Egy fiatalember feljegyzései                                 | Fjodor Mihajlovics Dosztojevszkij | Devecseriné Guthi Erzsébet                             | 2008       |
| Dama sz szobacskoj. Rasszkazi                                                     | A kutyás hölgy. Novellák, elbeszélése                                   | Anton Pavlovics Csehov            | Devecseriné Guthi Erzsébet et al.                      | 2008       |
| A gipszangyal                                                                     | The plaster angel                                                       | Kosztolányi Dezső                 | Molnár Eszter                                          | 2010       |